# Agustaschandaal

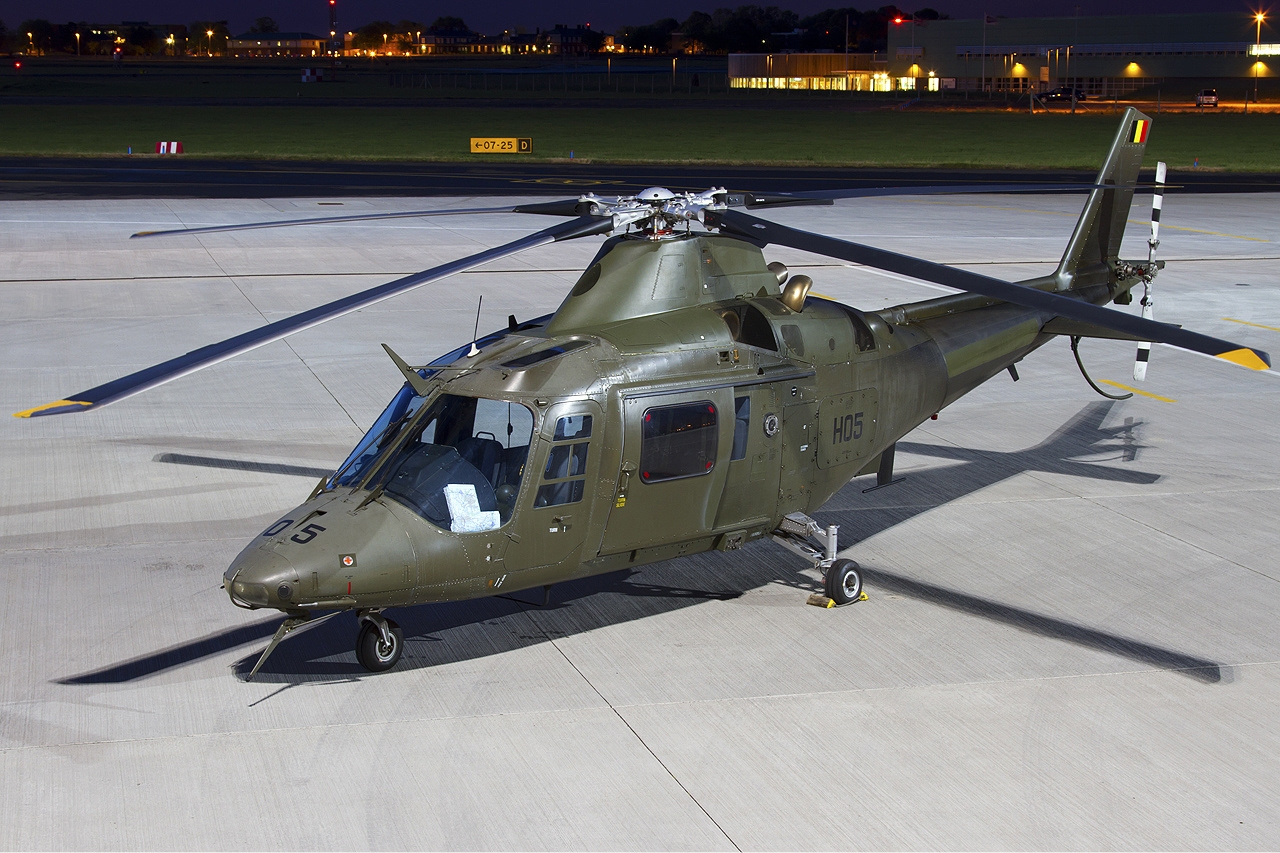
Een Agusta A-109-helikopter

Het Agustaschandaal (of de zaak Agusta-Dassault) was een Belgische strafzaak, wegens corruptie bij de aankoop van 46 Agusta A109-gevechtshelikopters van het Italiaanse bedrijf Agusta door de Landcomponent van Defensie in 1988. Agusta had vele miljoenen Belgische franken beloofd aan politici van de PS en SP om een contract goed te keuren.

## Geschiedenis
Het Agustaschandaal vloeide voort uit het onderzoek naar de moord op PS-politicus André Cools, die in juli 1991 werd vermoord. Voormalig kolonel Jean Dubois, de rechterhand van Cools, sprak enkele weken na diens moord met het gerecht over de aankoop van Agusta-helikopters door Defensie en de daarbij ontvangen steekpenningen. Een van de geruchten die de ronde deed was dat Cools wist van het smeergeld dat ontvangen was bij de Agusta-deal en van plan was te praten. Ook gewezen minister Alain Van der Biest (PS) verklaarde in 1991 aan de gerechtelijke politie dat bij de aankoop van de helikopters smeergeld was betaald aan politici. De Luikse onderzoeksrechter Véronique Ancia, belast met het onderzoek naar de moord op Cools, werd in januari 1993 na een huiszoeking op de Belgische zetel van Agusta ook belast met een onderzoek naar mogelijke corruptie bij de aankoop van de Agusta-helikopters. Op 17 februari 1993 werd Georges Cywie, lobbyist en de Belgische vertegenwoordiger van Agusta, gearresteerd. Hij zou voor zijn rol als bemiddelaar in het aankoopdossier tussen 150 en 180 miljoen frank hebben ontvangen.
Wat aanvankelijk een schandaal binnen de Luikse PS-federatie leek te zijn, bleek echter snel groter te zijn. Ook de namen van ondernemers Fons Watteeuw (CVP), Leo Van Tuyckom en Léon-François Deferm doken in het onderzoek op, eveneens als hun relaties met politici. Aan Deferm was 175 miljoen frank commissieloon op het Agusta-contract betaald, dat versluisd werd via een bedrijf in Centraal-Amerika. Een deel hiervan was aan verschillende PS-politici beloofd. In maart 1993 werd Kamerlid en gewezen minister Van der Biest bewusteloos aangetroffen in zijn woning te Grâce-Hollogne. Hij was burgemeester van Grâce-Hollogne, de gemeente waar het vliegveld van Bierset is gelegen. Een deel van de Agusta-deal betrof de bouw van een distributiecentrum van Agusta-onderdelen op de luchthaven van Bierset. Cools was tevens voorzitter van de maatschappij die het vliegveld beheerde. Volgens Kamerlid Jean-Pierre Van Rossem (ROSSEM) was de Israëlische geheime dienst Mossad verantwoordelijk voor de aanslag. Onderzoeksrechter Ancia bezocht eveneens Italië en liet onder meer de Italiaanse oud-premier Bettino Craxi en vier topmensen van Agusta en Effim (het moederbedrijf van Agusta) verhoren. Kort daarop brak ook in Italië een Agusta-affaire los.

### Politieke gevolgen van het omkopingsschandaal
Het onderzoek leidde tot het ontslag van verschillende vooraanstaande politici:
- In januari 1994 keurde de Senaat de opheffing van de parlementaire onschendbaarheid van Guy Spitaels en Guy Mathot goed, beiden minister voor de PS in de Waalse regering. Op 21 januari 1994 werden beide ministers gedwongen om ontslag te nemen.
- Frank Vandenbroucke (SP), op dat ogenblik minister van Buitenlandse Zaken in de federale regering, nam ontslag in maart 1994[8] nadat bleek dat hij de opdracht had gegeven om het ontvangen smeergeld te verbranden.[9]
- Willy Claes (SP) legde zijn functie als secretaris-generaal van de NAVO neer op 20 oktober 1995. Hij was als minister van Economische Zaken rechtstreeks betrokken bij de keuze voor Agusta.
- Guy Coëme (PS), minister van Landsverdediging op het ogenblik van de feiten en vicepremier in 1994, werd ook in verdenking gesteld en moest eveneens aftreden. Hij had tegen de adviezen van de landmacht in toch voor Agusta gekozen. Op 1 februari 1994 werd hij door de Kamer van volksvertegenwoordigers in beschuldiging gesteld en verwezen naar het Hof van Cassatie, dat bevoegd was voor strafzaken waarbij ministers in functie betrokken zijn.[10]

### Rechtszaak voor het Hof van Cassatie
De zaak werd behandeld door het Hof van Cassatie. De procureur-generaal bij het Hof, Eliane Liekendael, trad op als openbaar aanklager. 
In het proces belandden uiteindelijk twaalf mensen op de beklaagdenbank. Naast de socialistische politici Guy Spitaels (°1931), Guy Coëme (°1946) en Willy Claes (°1938) ging het onder meer om de Franse industrieel Serge Dassault (°1925), de adjunct-nationaal secretaris van de SP Luc Wallyn (°1938) en de PS-penningmeester Etienne Mangé (°1946). Verder ook nog Alfons Puelinckx (°1937), André Bastien (°1938), Jean-Lousi Mazy (°1955) en Auguste (Merry) Hermanus (°1944), François Pirot (°1942) en Johan Delanghe (°1945).
Het Hof veroordeelde de voornaamste betrokkenen op 23 december 1998 tot relatief zware maar voornamelijk voorwaardelijke straffen. Willy Claes kreeg de zwaarste straf: drie jaar voorwaardelijke gevangenisstraf en vijf jaar verbod om een openbare functie uit te oefenen. Guy Coëme en Guy Spitaels werden veroordeeld tot twee jaar gevangenis voorwaardelijk en ook vijf jaar verbod om een openbare functie uit te oefenen. De Franse industrieel Serge Dassault kreeg achttien maanden voorwaardelijk. Ook André Bastien, gewezen kabinetschef van Guy Coëme; Johan Delanghe, gewezen kabinetschef van Willy Claes; PS-medewerker Merry Hermanus; Jean-Louis Mazy, gewezen adjunct-kabinetschef van Guy Coëme; Etienne Mangé, gewezen penningmeester van de SP; François Pirot, naaste medewerker van Guy Coëme; zakenadvocaat Alfons Puelinckx; en Luc Wallyn, gewezen adjunct-nationaal secretaris van de SP, werden veroordeeld.

### Klacht bij het Europees Hof voor de Rechten van de Mens
Verschillende veroordeelden dienden een klacht in bij het Europees Hof voor de Rechten van de Mens, omdat bij een procedure voor het Hof van Cassatie geen beroepsmogelijkheid is voorzien. Op 2 juni 2005 oordeelde het Hof echter dat er geen sprake was van schending van enige bepaling van het EVRM, tenminste wat de ministers betreft. Het feit dat de andere beklaagden, net zoals de ministers, ook door het Hof van Cassatie veroordeeld werden en daardoor evenmin de kans kregen om beroep aan te tekenen, werd door het Hof wel afgekeurd. De veroordeling van gewezen kabinetschef Johan Delanghe, oud-SP.A-kaderlid Luc Wallyn en advocaat Fons Puelinckx bleef bestaan, maar het Europees Hof kende hen een morele schadevergoeding van 7.500 euro en 8.000 euro voor gemaakte kosten toe, te betalen door de Belgische Staat.

## Wetenswaardigheid
In december 2023 waren nog 10 van de 46 Agusta A109B1-helikopters in gebruik bij de Belgische luchtmacht, gebaseerd op de Vliegbasis Bevekom.